# Chesham (stanice metra v Londýně)
Chesham je stanice metra v Londýně, otevřená 8. července 1889. V listopadu 1970 bylo uzavřeno jedno ze dvou nástupišť. Autobusové spojení zajišťuje blízká stanice Broadway. Stanice se nachází v přepravní zóně 9 a leží na lince:
- Metropolitan Line (zde linka končí, před touto stanicí je Chalfont & Latimer)

| Rok  | Počet cestujících |
| ---- | ----------------- |
| 2011 | 0,62 mil          |
| 2012 | 0,65 mil          |
| 2013 | 0,69 mil          |
| 2014 | 0,81 mil          |